# Otto-Wels-Preis für Demokratie

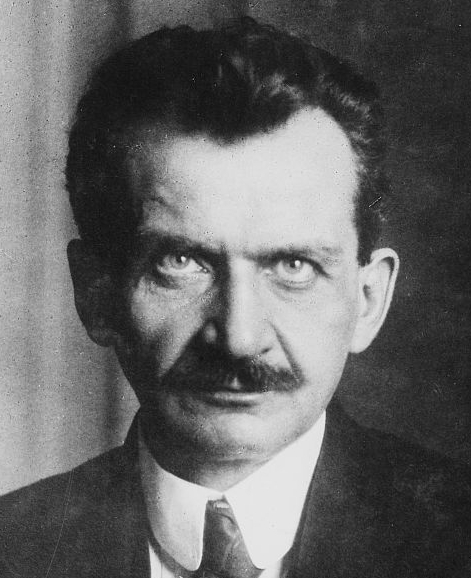
Otto Wels

SPD-Fraktion im Bundestag

Der Otto-Wels-Preis für Demokratie ist eine 2013 ins Leben gerufene Auszeichnung der sozialdemokratischen Bundestagsfraktion, die an Jugendliche und junge Erwachsene im Alter zwischen 16 und 20 Jahren vergeben wird, „die sich auf kreative Art und Weise mit der Frage auseinandersetzen, vor welchen besonderen Herausforderungen unsere Demokratie und unsere Gesellschaft derzeit stehen und wie wir gemeinsam dafür sorgen, dass unser demokratisches Zusammenleben auf festen Grundpfeilern steht.“
Benannt ist der Preis nach dem ehemaligen SPD-Partei- und Fraktionsvorsitzenden Otto Wels (1873–1939), der am 23. März 1933 in der letzten freien Rede im Deutschen Reichstag trotz der bereits einsetzenden Verfolgung und der Anwesenheit von SA-Männern im Saal gegen das Ermächtigungsgesetz der Nationalsozialisten argumentierte und die Ablehnung durch die SPD unter anderem mit den berühmten Worten „Freiheit und Leben kann man uns nehmen, die Ehre nicht“ begründete.

## Geschichte, Zweck und Preisverleihung
Der Otto-Wels-Preis für Demokratie wurde im Jahr 2013 durch die SPD-Bundestagsfraktion ins Leben gerufen. Er soll die Erinnerung an die Schrecken der Nazi-Herrschaft aufrechterhalten, junge Menschen dazu motivieren sich für die Demokratie zu engagieren und dazu beitragen „das gesellschaftliche Bewusstsein dafür zu schärfen, dass die Grundlagen unserer Demokratie und Rechtsstaatlichkeit und des friedlichen Zusammenlebens immer wieder erneuert und gefestigt werden müssen.“
Der Preis wird seit 2013 mit Ausnahme der Jahre 2021 und 2022 jährlich im Rahmen des SPD-Frühjahrsempfangs im März im Deutschen Bundestag verliehen. Ausgezeichnet werden dabei die drei besten eingereichten Wettbewerbsbeiträge zu von der SPD-Bundestagsfraktion im Vorfeld herausgegebenen Themen und Aufgaben, die in vielfältiger Form bearbeitet werden können. Die Gewinner des Otto-Wels-Preises für Demokratie werden außerdem für den Deutschen Engagementpreis nominiert.
Die Auszeichnung sowie das Preisgeld wird von den SPD-Abgeordneten privat gestiftet.